# I Wish : Faites un vœu
Pour plus de détails, voir Fiche technique et Distribution.
I Wish - Faites un vœu  (Wish Upon) est un film d'horreur américain réalisé par John R. Leonetti, sorti en 2017.

## Synopsis
Claire Shannon, âgée de dix-sept ans, est hantée par le souvenir du suicide de sa mère. Son père Jonathan, un ancien musicien et collectionneur compulsif qui passe son temps à fouiller dans les bennes à ordures, trouve une boite à musique chinoise et la lui donne comme cadeau d'anniversaire. Claire déchiffre l'une des nombreuses inscriptions sur la boite comme « Sept Souhaits » et souhaite que Darcie, sa rivale et intimidatrice pourrisse et Darcie développe alors une fasciite nécrosante et est admise aux soins intensifs. Ce même jour, Claire retrouve Max son chien mort, dans l'espace souterrain de sa maison dévoré par des rats. Claire se rend compte que la boite octroie des vœux, mais ne réalise pas que ses souhaits ont des conséquences.
Claire fait un second souhait qu'un garçon populaire nommé Paul tombe « désespérément » amoureux d'elle. En conséquence, son oncle riche meurt. En entendant les nouvelles de sa mort, Claire souhaite alors hériter de sa fortune. Devenue héritière de la fortune de son oncle, elle devient heureuse et partage sa nouvelle richesse avec ses amies, Meredith et June. Comme dit dans le testament, l'oncle laisse tout à Claire, y compris son manoir. Par conséquent, Mme Deluca, l'ancienne voisine des Shannon, subit un accident mortel. Claire, toujours dérangée par les inscriptions qu'elle ne peut pas traduire sur la boite, consulte l'aide de son camarade de classe Ryan Hui et de sa cousine Gina. Ils découvrent que la boite peut accorder sept souhaits et, quand la musique se termine, un "prix" doit être payé. Sur le chemin du retour, Claire aperçoit son père en train de fouiller les poubelles de son lycée. En colère et embarrassée, elle fait un quatrième souhait pour que son père cesse de lui "mettre la honte". Jonathan change alors immédiatement de personnalité. Peu de temps après, Gina déchiffre la signification de la phrase qui dit que, quand la musique se termine, c'est le "prix du sang" qui est payé. Au moment où elle tente de prévenir Ryan, elle meurt en trébuchant et se fait empaler sur une sculpture. Ryan trouve son corps et confronte Claire pour savoir si elle a fait des vœux avec la boîte à musique, ce qu'elle nie.
Claire fait un cinquième souhait : celui d'être la plus populaire de son lycée. Tout le monde à l'école fait attention à elle, mais Claire ne se trouve pas heureuse et se trouve en train de perdre sa relation avec Meredith et June. Après avoir compris toute l'étendue de ce que Ryan lui a dit, Claire consulte Meredith et June qui tentent de la convaincre de se débarrasser de la boite à musique. Elle est réticente car tous ses vœux seront défaits si elle le fait. Cette nuit-là, ils vont tous à un feu de joie et à une chasse au trésor. Claire se rend compte que Paul passait toutes ses nuits chez elle pour la photographier dans son sommeil. Horrifiée, elle rompt avec lui sur place. La conséquence de son cinquième souhait commence à prendre effet et June manque de mourir après qu'une sculpture de taureau en papier mâché l'écrase, mais Meredith l'extirpe juste à temps. Les trois trainent dans le hall d'un hôtel où Meredith décide de se séparer des deux pour jouer à son jeu mobile. Elle utilise l'ascenseur et est tuée lorsque les câbles se détachent.
Claire cache la boite à musique dans un placard de sa chambre. Ryan lui révèle qu'il a remarqué d'autres inscriptions sur la boite qui lui disent qu'après que le septième souhait est accordé, le « démon de la boite » réclamera l'âme du propriétaire. Après que Claire a cadenassé la boite, celle-ci disparait, annulant tous ses cinq souhaits. Elle perd sa popularité et tout ce qu'elle souhaitait. Claire découvre que June a volé la boite et, après l'avoir récupérée, Claire utilise son sixième souhait pour faire empêcher le suicide de sa mère et la faire revivre. Pour son anniversaire, la mère de Claire apparait bien vivante à la porte, avec deux petites sœurs. Claire fouille à travers les peintures de sa mère et voit un dessin de la boite à musique. Elle conclut que sa mère avait utilisé la boite à musique, d'où son suicide initial.
Soudain, Claire se rend compte que son père paiera le prix. Avant qu'elle n'ait pu le sauver, il est tué. Claire utilise alors son septième souhait pour « battre la boite à son propre jeu » en remontant dans le temps, avant que son père ne trouve la boite. Claire se réveille soudainement aux côtés de son chien Max. Elle appelle Meredith, qui est bien vivante, et se joint à son père, Jonathan, pour aller fouiller les poubelles dans l'intention de récupérer secrètement la boite à musique et d'empêcher son père de la trouver. Elle demande ensuite à Ryan d'enterrer la boite. Claire croit que tout va bien, mais elle est tuée quand Darcie la renverse accidentellement avec sa voiture. La boite à musique peut être entendue après la mort de Claire, indiquant que son souhait d'inverser le temps serait équilibré par sa propre mort.
Dans une scène de post-générique, Ryan se prépare à enterrer la boite à musique, mais devient intrigué par l'inscription.

## Fiche technique
Sauf indication contraire, les informations mentionnées dans cette section peuvent être confirmées par la base de données cinématographiques IMDb,  présente dans la section « Liens externes ».
- Titre original : Wish Upon
- Titre français : I Wish - Faites un vœu
- Réalisation : John R. Leonetti
- Scénario : Barbara Marshall
- Direction artistique : Andrea Kristof
- Décors : Andy Joyce
- Costumes : Antoinette Messam
- Photographie : Michael Galbraith
- Montage : Peck Prior
- Musique : Tomandandy
- Production : Sherryl Clark
- Sociétés de production : Busted Shark Production
- Sociétés de distribution : Broad Green Pictures et Orion Pictures
- Pays d'origine :  États-Unis
- Langue originale : anglais
- Format : couleur
- Genres : horreur, thriller, fantastique
- Durée : 90 minutes
- Dates de sortie :
  - États-Unis : 14 juillet 2017
  - Belgique, France : 26 juillet 2017
- Déconseillé aux moins de 12 ans.

## Distribution
- Joey King (VF : Camille Timmerman) : Claire Shannon 
  - Raegan Revord : Claire, jeune
- Ryan Phillippe (VF : Laurent Maurel) : Jonathan Shannon
- Elisabeth Röhm : Johanna Shannon
- Ki Hong Lee (VF : Adrien Larmande) : Ryan Hui
- Mitchell Slaggert (VF : Brice Ournac) : Paul
- Sherilyn Fenn (VF : Anne Deleuze) : Mme Deluca
- Kevin Hanchard (VF : Philippe Dumond) : Carl Morris
- Shannon Purser (VF : Joséphine Ropion) : June
- Alice Lee (VF : Geneviève Doang) : Gina
- Sydney Park (VF : Camille Donda) : Meredith
- Daniela Barbosa (VF : Rebecca Benhamour) : Lola
- Josephine Langford (VF : Lou Lévy) : Darcy
- Alexander Nunez (VF : Hervé Grull) : Tyler
- Annika Harris : Haley
- Jerry O'Connell : Lawrence Hart

## Production
Ce film est basé sur le long métrage philippin Feng Shui de Chito S. Roño (2004), dont le scénario a été acheté au sondage The Black List en 2015. Le 27 juillet 2016, on annonce que John R. Leonetti est engagé en tant que réalisateur, Barbara Marshall en tant que scénariste et Sherryl Clark en tant que productrice venant de sa propre société Busted Shark Productions.
En août 2016, Joey King est embauchée pour le rôle principal du film. En novembre, Ki Hong Lee la rejoint.
Le tournage a lieu à Toronto, en novembre 2016.

## Accueil
L’extrait du film dévoile le 9 février 2017. La première bande annonce lance le 22 mars 2017 et la seconde, le 22 mai.
Le film sort le 14 juillet 2017 aux États-Unis. Côté Europe, il sort le 26 juillet 2017 en Belgique et en France.